# Diradops surena
Diradops surena là một loài tò vò trong họ Ichneumonidae.